# Dannike församling
Dannike församling var en församling i Länghems pastorat i Kinds kontrakt i Göteborgs stift. Församlingen låg i Borås kommun i Västra Götalands län. Församlingen uppgick 2014 i Länghems församling.

## Administrativ historik
Församlingen har medeltida ursprung. 
Församlingen var till 2014 annexförsamling i pastoratet Länghem, Dannike, Månstad och (Södra) Åsarp. Församlingen uppgick 2014 i Länghems församling.
1 januari 2022 överfördes till Toarps församling och Skara stift detta område och kyrka.

## Kyrkor
- Dannike kyrka